# Татищев, Владимир Константинович
Владимир Константинович Татищев (1874—1934) — российский театральный художник, актёр, режиссёр. Заслуженный артист РСФСР (1933).

## Биография
Родился в 1874 году.
В 1899—1901 гг. учился в Киевской школе живописи, затем поступил работать декоратором в Одесский русский драматический театр. Окончил драматическую студию при этом театре в 1906 году. В 1906—1910 гг был актёром этого театра, в сезон 1910/11 гг работал в Московском театре Незлобина как художник-декоратор и режиссёр.
С 1912 года — в Ярославском театре, поставил и оформил спектакль «Гроза» А. Н. Островского.
В 1920 году организовал в Одессе (с 1932 — Новосибирск) молодёжный театр «Красный факел» (был его художественным руководителем до 1924).
В 1924—1926 гг. работал в Московском театре им. МГСПС, где поставил «Праздник святого Йоргена» по Г.Бергстеду. Затем был режиссёром Бакинского рабочего театра, Ростовского-на-Дону театра, Краснодарского, Магнитогорского, Иркутского и Владивостокского театров.
В 1933 году — режиссёр Свердловского драматического театра.
Скончался от тяжелой болезни 21 сентября 1934 года в Гадяче.

## Творчество

### Постановки в театре
- 1924 — «Праздник Йоргена» Г. Бергстеда (премьера 30 октября, Театр МГСПС)[3]